# Седми сазив Хрватског сабора
Седми сазив Хрватског сабора је актуелни састав хрватског парламента који је конституисан 22. децембра 2011. године након седмих парламентарних избора.

## Руководство
Председник је Јосип Леко из Социјалдемократске партије.
Потпредседници су Ненад Стазић и Драгица Згребец из Социјалдемократске партије, Жељко Реинер и Томислав Чуљак из Хрватске демократске заједнице и Милорад Батинић из Хрватске народне странке.

### Промене у руководству
Борис Шпрем из Социјалдемократске партије био је Председник Сабора од конституисања овог сазива 22. децембра 2011. па све до своје смрти 30. септембра 2012. године.
Јосип Леко из Социјалдемократске партије био је потпредседник Сабора од конституисања овог сазива 22. децембра 2011. све до 10. октобра 2012. године када је изабран за Председника Сабора. Кратко је вршио дужност председника Сабора за Шпрема од 27. јуна 2012. године до Шпремове смрти и након тога до избора као новог председника Сабора.
Драгица Згребец из Социјалдемократске партије изабрана је за потпредседницу Сабора 10. октобра 2012. године након што је дотадашњи потпредседник Леко изабран за председника Сабора.
Владимир Шекс и Јадранка Косор из Хрватске демократске заједнице били су потпредседници Сабора од 23. децембра 2011. до 15. јуна 2012. године када су на захтев њихове странке разрешени дужности а на њихова места дошли су Реинер и Чуљак.

## Расподела мандата
Посланици су изабрани на седмим парламентарним изборима одржаним 4. децембра 2011. године. На тим изборима, изабрана су 151 посланика, а изборне листе су добиле следећи број мандата:
| Изборна листа                                         | места | партије                              | места |
| ----------------------------------------------------- | ----- | ------------------------------------ | ----- |
| Кукурику коалиција                                    | 80    | Социјалдемократска партија (СДП)     | 59    |
| Кукурику коалиција                                    | 80    | Хрватска народна странка (ХНС)       | 14    |
| Кукурику коалиција                                    | 80    | Истарски демократски сабор (ИДС)     | 3     |
| Кукурику коалиција                                    | 80    | Хрватска странка умировљеника (ХСУ)  | 4     |
| Хрватска демократска заједница и партнери             | 45    | Хрватска демократска заједница (ХДЗ) | 43    |
| Хрватска демократска заједница и партнери             | 45    | Хрватска грађанска странка (ХГС)     | 2     |
| Хрватска демократска заједница и партнери             | 45    | Демократски центар (ДЦ)              | 0     |
| Хрватски лабуристи — Странка рада (ХЛ)                | 6     | -                                    | 6     |
| Хрватски демократски савез Славоније и Барање (ХДССБ) | 7     | -                                    | 7     |
| Самостална демократска српска странка (СДСС)          | 3     | -                                    | 3     |
| Хрватска странка права др Анте Старчевић (ХСПАС)      | 1     | -                                    | 1     |
| Хрватска сељачка странка (ХСС)                        | 1     | -                                    | 1     |
| Бошњачка демократска странка Хрватске (БДСХ)          | 1     | -                                    | 1     |
| Независни                                             | 7     | Листа Ивана Грубишића                | 2     |
| Независни                                             | 7     | Мањине                               | 3     |
| Независни                                             | 7     | Независни                            | 2     |

## Списак посланика по странкама
ММ — мандат у мировању
ЗМ — завршен мандат
| Партија                   | Партија                                           | Посланик                                              | Напомена                                            |
| ------------------------- | ------------------------------------------------- | ----------------------------------------------------- | --------------------------------------------------- |
|                           | Социјалдемократска партија (60)                   | Ингрид Античевић-Мариновић                            |                                                     |
| Ведран Бабић              | Социјалдемократска партија (60)                   |                                                       |                                                     |
| Арсен Баук                | Социјалдемократска партија (60)                   | ММ — заменик Младен Марелић                           |                                                     |
| Јосип Бенчић              | Социјалдемократска партија (60)                   |                                                       |                                                     |
| Давор Бернардић           | Социјалдемократска партија (60)                   |                                                       |                                                     |
| Биљана Борзан             | Социјалдемократска партија (60)                   |                                                       |                                                     |
| Нада Чавловић-Смиљанец    | Социјалдемократска партија (60)                   | ММ — заменица Сандра Петровић                         |                                                     |
| Лука Денона               | Социјалдемократска партија (60)                   |                                                       |                                                     |
| Игор Драгован             | Социјалдемократска партија (60)                   |                                                       |                                                     |
| Весна Фабијанчић-Крижанић | Социјалдемократска партија (60)                   |                                                       |                                                     |
| Гвозден Срећко Флего      | Социјалдемократска партија (60)                   |                                                       |                                                     |
| Пеђа Грбин                | Социјалдемократска партија (60)                   |                                                       |                                                     |
| Бранко Грчић              | Социјалдемократска партија (60)                   | ММ — заменица Ђурђица Планчић                         |                                                     |
| Марио Хабек               | Социјалдемократска партија (60)                   |                                                       |                                                     |
| Синиша Хајдаш-Дончић      | Социјалдемократска партија (60)                   | ММ — заменица Дуња Шпољар                             |                                                     |
| Домагој Хајдуковић        | Социјалдемократска партија (60)                   |                                                       |                                                     |
| Мирела Холи               | Социјалдемократска партија (60)                   | кратко јој је заменик био Дан Шпицер                  |                                                     |
| Тонка Ивчевић             | Социјалдемократска партија (60)                   |                                                       |                                                     |
| Тихомир Јаковина          | Социјалдемократска партија (60)                   | ММ — заменик Дамир Римац                              |                                                     |
| Надица Јелаш              | Социјалдемократска партија (60)                   |                                                       |                                                     |
| Иво Јелушић               | Социјалдемократска партија (60)                   |                                                       |                                                     |
| Романа Јерковић           | Социјалдемократска партија (60)                   |                                                       |                                                     |
| Жељко Јовановић           | Социјалдемократска партија (60)                   | ММ — заменица Лидија Багарић                          |                                                     |
| Марин Јурјевић            | Социјалдемократска партија (60)                   |                                                       |                                                     |
| Жељко Колар               | Социјалдемократска партија (60)                   |                                                       |                                                     |
| Златко Комадина           | Социјалдемократска партија (60)                   | кратко му је заменица била Ада Дамјанац               |                                                     |
| Ана Девчић-Компарић       | Социјалдемократска партија (60)                   |                                                       |                                                     |
| Анте Котромановић         | Социјалдемократска партија (60)                   | ММ — заменик Иван Кларин                              |                                                     |
| Дарко Ледински            | Социјалдемократска партија (60)                   | ММ — заменик Марија Вукобратовић                      |                                                     |
| Јосип Леко                | Социјалдемократска партија (60)                   |                                                       |                                                     |
| Шиме Лучин                | Социјалдемократска партија (60)                   |                                                       |                                                     |
| Марија Лугарић            | Социјалдемократска партија (60)                   | ММ — заменик Весна Жељежњак                           |                                                     |
| Горан Марас               | Социјалдемократска партија (60)                   | ММ — заменик Вања Посавац                             |                                                     |
| Дамир Метељан             | Социјалдемократска партија (60)                   |                                                       |                                                     |
| Марина Мерцел-Ловрић      | Социјалдемократска партија (60)                   | ММ — заменик Зоран Васић                              |                                                     |
| Невен Мимица              | Социјалдемократска партија (60)                   | ММ — заменица Ивана Посавец Кривец                    |                                                     |
| Зоран Милановић           | Социјалдемократска партија (60)                   | ММ — заменик Иван Рачан                               |                                                     |
| Марио Мохарић             | Социјалдемократска партија (60)                   |                                                       |                                                     |
| Данијел Мондекар          | Социјалдемократска партија (60)                   |                                                       |                                                     |
| Мирандо Мрсић             | Социјалдемократска партија (60)                   | ММ — заменик Жељко Мирковић                           |                                                     |
| Звонимир Мршић            | Социјалдемократска партија (60)                   | ММ — заменик Драженко Пандек                          |                                                     |
| Миланка Опачић            | Социјалдемократска партија (60)                   | ММ — заменик Саша Ђујић                               |                                                     |
| Рајко Остојић             | Социјалдемократска партија (60)                   | ММ — заменик Борис Ковачић                            |                                                     |
| Ранко Остојић             | Социјалдемократска партија (60)                   | ММ — заменик Дамир Риље                               |                                                     |
| Тонино Пицула             | Социјалдемократска партија (60)                   |                                                       |                                                     |
| Игор Рађеновић            | Социјалдемократска партија (60)                   |                                                       |                                                     |
| Здравко Ронко             | Социјалдемократска партија (60)                   |                                                       |                                                     |
| Жељко Сабо                | Социјалдемократска партија (60)                   |                                                       |                                                     |
| Томислав Сауха            | Социјалдемократска партија (60)                   | ММ — заменица Мелита Мулић                            |                                                     |
| Гордана Собол             | Социјалдемократска партија (60)                   |                                                       |                                                     |
| Ненад Стазић              | Социјалдемократска партија (60)                   |                                                       |                                                     |
| Татјана Шимац-Боначић     | Социјалдемократска партија (60)                   |                                                       |                                                     |
| Борис Шпрем               | Социјалдемократска партија (60)                   | ЗМ — заменик у избору                                 |                                                     |
| Дамир Торнић              | Социјалдемократска партија (60)                   |                                                       |                                                     |
| Франко Видовић            | Социјалдемократска партија (60)                   |                                                       |                                                     |
| Тања Врбат                | Социјалдемократска партија (60)                   |                                                       |                                                     |
| Јосип Вуковић             | Социјалдемократска партија (60)                   |                                                       |                                                     |
| Драгица Згребец           | Социјалдемократска партија (60)                   |                                                       |                                                     |
| Михаел Змајловић          | Социјалдемократска партија (60)                   | ММ — заменица Љиљана Цвјетовић (ХСУ)                  |                                                     |
| Томислав Жагар            | Социјалдемократска партија (60)                   |                                                       |                                                     |
|                           | Хрватска демократска заједница (42)               | Бранко Бачић                                          |                                                     |
| Мартина Банић             | Хрватска демократска заједница (42)               |                                                       |                                                     |
| Јосип Борић               | Хрватска демократска заједница (42)               |                                                       |                                                     |
| Давор Божиновић           | Хрватска демократска заједница (42)               |                                                       |                                                     |
| Милијан Бркић             | Хрватска демократска заједница (42)               | ММ — заменица Марија Рапо                             |                                                     |
| Петак Чобанковић          | Хрватска демократска заједница (42)               |                                                       |                                                     |
| Томислав Чуљак            | Хрватска демократска заједница (42)               |                                                       |                                                     |
| Мартина Далић             | Хрватска демократска заједница (42)               |                                                       |                                                     |
| Јосип Ђакић               | Хрватска демократска заједница (42)               |                                                       |                                                     |
| Илија Филиповић           | Хрватска демократска заједница (42)               |                                                       |                                                     |
| Сунчица Главак            | Хрватска демократска заједница (42)               |                                                       |                                                     |
| Томислав Ивић             | Хрватска демократска заједница (42)               |                                                       |                                                     |
| Горан Јандроковић         | Хрватска демократска заједница (42)               |                                                       |                                                     |
| Перица Јелечевић          | Хрватска демократска заједница (42)               |                                                       |                                                     |
| Милан Јурковић            | Хрватска демократска заједница (42)               | ММ — заменица Ана Ловрин                              |                                                     |
| Божидар Калмета           | Хрватска демократска заједница (42)               |                                                       |                                                     |
| Томислав Карамарко        | Хрватска демократска заједница (42)               |                                                       |                                                     |
| Дамир Крстичевић          | Хрватска демократска заједница (42)               | ММ — заменик Анте Бабић                               |                                                     |
| Анте Кулушић              | Хрватска демократска заједница (42)               |                                                       |                                                     |
| Бранко Кутија             | Хрватска демократска заједница (42)               |                                                       |                                                     |
| Фрањо Луцић               | Хрватска демократска заједница (42)               |                                                       |                                                     |
| Дујомир Марасовић         | Хрватска демократска заједница (42)               |                                                       |                                                     |
| Данијел Марушић           | Хрватска демократска заједница (42)               | ММ — заменик Шимо Ђурђевић                            |                                                     |
| Франо Матушић             | Хрватска демократска заједница (42)               |                                                       |                                                     |
| Јасен Месић               | Хрватска демократска заједница (42)               |                                                       |                                                     |
| Звонко Милас              | Хрватска демократска заједница (42)               |                                                       |                                                     |
| Стјепан Милинковић        | Хрватска демократска заједница (42)               |                                                       |                                                     |
| Дарко Милиновић           | Хрватска демократска заједница (42)               |                                                       |                                                     |
| Домагој Иван Милошевић    | Хрватска демократска заједница (42)               |                                                       |                                                     |
| Даворин Млакар            | Хрватска демократска заједница (42)               |                                                       |                                                     |
| Горан Паук                | Хрватска демократска заједница (42)               | ММ — заменица Бранка Јуричев-Мартинчев                |                                                     |
| Андреј Пленковић          | Хрватска демократска заједница (42)               |                                                       |                                                     |
| Ђуро Попијач              | Хрватска демократска заједница (42)               |                                                       |                                                     |
| Жељко Реинер              | Хрватска демократска заједница (42)               |                                                       |                                                     |
| Анте Санадер              | Хрватска демократска заједница (42)               | ММ — заменик Динко Бошњак                             |                                                     |
| Давор Иво Сиер            | Хрватска демократска заједница (42)               |                                                       |                                                     |
| Ђурђица Сумрак            | Хрватска демократска заједница (42)               |                                                       |                                                     |
| Иван Шантек               | Хрватска демократска заједница (42)               |                                                       |                                                     |
| Владимир Шекс             | Хрватска демократска заједница (42)               |                                                       |                                                     |
| Иван Шукер                | Хрватска демократска заједница (42)               |                                                       |                                                     |
| Мирослав Туђман           | Хрватска демократска заједница (42)               |                                                       |                                                     |
| Бранко Вукелић            | Хрватска демократска заједница (42)               |                                                       |                                                     |
|                           | Хрватска народна странка (14)                     | Петар Барановић                                       |                                                     |
| Милорад Батанић           | Хрватска народна странка (14)                     |                                                       |                                                     |
| Горан Беус-Рихемберг      | Хрватска народна странка (14)                     |                                                       |                                                     |
| Владимир Билек            | Хрватска народна странка (14)                     | Посланик чешке и словачке мањине                      |                                                     |
| Борис Блажековић          | Хрватска народна странка (14)                     |                                                       |                                                     |
| Радимир Чачић             | Хрватска народна странка (14)                     | ММ — заменик Драгутон Главина                         |                                                     |
| Срђан Гјурковић           | Хрватска народна странка (14)                     |                                                       |                                                     |
| Соња Кониг                | Хрватска народна странка (14)                     |                                                       |                                                     |
| Наталија Мартиновић       | Хрватска народна странка (14)                     |                                                       |                                                     |
| Весна Пусић               | Хрватска народна странка (14)                     | ММ — заменик Игор Колман                              |                                                     |
| Јозо Радош                | Хрватска народна странка (14)                     |                                                       |                                                     |
| Анђелко Тополовец         | Хрватска народна странка (14)                     | ММ - заменик Марјан Шкварић                           |                                                     |
| Нада Турина-Ђурић         | Хрватска народна странка (14)                     |                                                       |                                                     |
| Иван Врдољак              | Хрватска народна странка (14)                     | ММ — заменик Ивица Мандић                             |                                                     |
|                           | Хрватски лабуристи — Странка рада (6)             | Драгутин Лесар                                        |                                                     |
| Младен Новак              | Хрватски лабуристи — Странка рада (6)             |                                                       |                                                     |
| Нанси Тирели              | Хрватски лабуристи — Странка рада (6)             |                                                       |                                                     |
| Златко Тушак              | Хрватски лабуристи — Странка рада (6)             |                                                       |                                                     |
| Бранко Вукшић             | Хрватски лабуристи — Странка рада (6)             |                                                       |                                                     |
| Никола Вуљанић            | Хрватски лабуристи — Странка рада (6)             |                                                       |                                                     |
|                           | Хрватски демократски савез Славоније и Барање (7) | Крешимир Бубало                                       | ММ — заменик Зоран Винковић                         |
| Динко Бурић               | Хрватски демократски савез Славоније и Барање (7) |                                                       |                                                     |
| Иван Дрмић                | Хрватски демократски савез Славоније и Барање (7) |                                                       |                                                     |
| Дражен Ђуровић            | Хрватски демократски савез Славоније и Барање (7) |                                                       |                                                     |
| Боро Грубишић             | Хрватски демократски савез Славоније и Барање (7) |                                                       |                                                     |
| Јосип Салапић             | Хрватски демократски савез Славоније и Барање (7) | Изавран на листи ХДЗ-а                                |                                                     |
| Владимир Шишљагић         | Хрватски демократски савез Славоније и Барање (7) | ММ — заменик Игор Чешек                               |                                                     |
|                           | Истарски демократски сабор (3)                    | Валтер Бољунчић                                       |                                                     |
| Иван Јаковчић             | Истарски демократски сабор (3)                    | ММ — заменик Ђовани Спонца                            |                                                     |
| Дамир Кајин               | Истарски демократски сабор (3)                    |                                                       |                                                     |
|                           | Хрватска странка умировљеника (3)                 | Вишња Фортуна                                         |                                                     |
| Силвано Хреља             | Хрватска странка умировљеника (3)                 |                                                       |                                                     |
| Жељко Шемпер              | Хрватска странка умировљеника (3)                 |                                                       |                                                     |
|                           | Самостална демократска српска странка (3)         | Милорад Пуповац                                       | Посланик српске мањине                              |
| Војислав Станимировић     | Самостална демократска српска странка (3)         | Посланик српске мањине, ММ - заменик Драган Црногорац |                                                     |
| Јово Вуковић              | Самостална демократска српска странка (3)         | Посланик српске мањине, ММ - заменик Миле Хорват      |                                                     |
|                           | Хрватска грађанска странка (2)                    | Невенка Бечић                                         |                                                     |
| Жељко Керум               | Хрватска грађанска странка (2)                    |                                                       |                                                     |
|                           | Хрватска странка права др Анте Старчевић (1)      | Ружа Томашић                                          |                                                     |
|                           | Хрватска сељачка странка (1)                      | Јосип Фришчић                                         | ЗМ — заменик Бранко Хрг; кратко пре тога Дамир Бајс |
|                           | Демократски центар (1)                            | Весна Шкаре-Ожболт                                    | ММ — заменица Иванка Роксандић (ХДЗ)                |
|                           | Бошњачка демократска странка Хрватске (1)         | Неџад Хоџић                                           | Посланик бошњачке и 5 других мањина                 |
|                           | Независни (7)                                     | Јакша Белоевић                                        | Изабран на независној листи Ивана Грубишића         |
| Иван Грубишић             | Независни (7)                                     | Изабран на независној листи Ивана Грубишића           |                                                     |
| Вељко Кајтази             | Независни (7)                                     | Посланик ромске мањине и 11 других мањина             |                                                     |
| Јадранка Косор            | Независни (7)                                     | Изаврана на листи ХДЗ-а                               |                                                     |
| Јосип Крегар              | Независни (7)                                     | Изавран на листи Кукурику коалиције, из квоте СПД-а   |                                                     |
| Фурио Радин               | Независни (7)                                     | Посланик италијанске мањине                           |                                                     |
| Денес Шоја                | Независни (7)                                     | Посланик мађарске мањине                              |                                                     |

## Извор
1. ↑  Hrvatski sabor - Predsjednik Sabora Архивирано на веб-сајту  (15. април 2012), Приступљено 25. 4. 2013.
2. ↑  Hrvatski sabor - Potpredsjednici Sabora Архивирано на веб-сајту  (9. јул 2012), Приступљено 25. 4. 2013.
3. ↑  Hrvatski sabor - Dan Špicer[мртва веза], Приступљено 25. 4. 2013.
4. ↑  Hrvatski sabor - Ada Damjanac Архивирано на веб-сајту  (19. август 2014), Приступљено 25. 4. 2013.
5. ↑  Hrvatski sabor - Josip Salapić Архивирано на веб-сајту  (19. август 2014), Приступљено 25. 4. 2013.
6. ↑  Hrvatski sabor - Josip Friščić[мртва веза], Приступљено 25. 4. 2013.
7. ↑  Hrvatski sabor - Damir Bajs[мртва веза], Приступљено 25. 4. 2013.
8. ↑  Hrvatski sabor - Josip Kregar Архивирано на веб-сајту  (19. август 2014), Приступљено 25. 4. 2013.